# Endosulfan

Endosulfan

Endosulfan är ett insektsgift som används vid bomullsodlingar. Det används också på te- och kaffeplantager, fruktodlingar, odling av ris, säd, majs, grönsaker med mera. Giftet dödar varje år flera tusen bomullsbönder, bland annat i Indien, och dessutom stora mängder djur. Många länder har förbud mot användning av endosulfan, på grund av att det är ett starkt gift. Även EU har ett förbud mot insektsmedlet av samma skäl. Trots detta används det fortfarande på många håll.

## Endosulfan fasas ut globalt
- På ekoaffären Reagera i Göteborg hölls en protest mot endosulfan sommaren 2009[1].
- Stockholmskonventionens femte partsmöte hölls den 25-29 april 2011 och parterna enades då om att fasa ut Endosulfan, trots tidigare hårda motsättningar från främst Indien. Indien, Kina och Uganda har tillstånd att använda endosulfvan ytterligare högst 11 år. [2][3]

## Externa sidor
- Stockholm Convention on Persistent Organic Pollutants (POPs)